# Nestlera
Nestlera là một chi thực vật có hoa trong họ Cúc (Asteraceae).

## Loài
Chi Nestlera gồm các loài: